# طوطی‌دد
طوطی‌دد (نام علمی: Psittacotherium) نام یک سرده از راسته راه‌راه‌دندان است.